# Knížectví Birkenfeld
Knížectví Birkenfeld (německy Fürstentum Birkenfeld) bylo malé německé knížectví na západním břehu Rýna v letech 1817, až 1918 resp. 1937. Knížectví bylo (jako exkláva) v personální unii s velkovévodstvím Oldenburským, později po roce 1918 se svobodným státem Oldenbursko. Jako říšské knížectví patřilo společně (jako součást Oldenburska) do Německého spolku. Centrum knížectví bylo město Birkenfeld, po kterém bylo také pojmenováno.

## Historie

### Vznik
Článek 49 závěrečného aktu Vídeňského kongresu zavazoval pruského krále postoupit část bývalého francouzského departementu Saara s 69 000 obyvateli jako kompenzaci se Sasko-Kobursko-Saalfeldem, Oldenburskem, Hesensko-Homburskem, Meklenbursko-Střelickem a hrabstvím Pappenheim.  Oldenbursko obdrželo části kantonů Birkenfeld a Herrstein, stejně jako části kantonů Wadern, Hermeskeil, St. Wendel, Baumholder a Rhaunen, které byly sloučeny do Knížectví Birkenfeld. Tato území měla kompenzovat zrušení oldenburského mýta na řece VesereVeseře. Meklenbursko-Střelicko a Pappenheim byly odškodněna odlišnými způsoby.

Znak knížectví Birkendfeld (samotná šachovnice je znak města Birkenfeld)

Hranici mezi knížectvími Birkenfeld a Lichtenberg tvořila z velké části řeka Nahe. Podobně "obohatil" své území oldenburský vévoda sekularizací původního biskupství Lübeck, ze kterého bylo vytvořeno knížectví Lübeck a stejně jako Birkenfeld se stalo součástí Oldenburska. Původně počítal oldenburský vévoda s kompenzací jako hraniční území nebo územím v Severním moři a nechtěl tak Birkenfeld přijmout a to i přes to, že byl na Vídeňském kongresu povýšen na velkovévodu (sám tento titul odmítl používat).
V roce 1836 kdy se vévoda sasko-kobursko-gothajský rozhodl prodat sousední knížectví Lichtenberg Prusku, stala se z Birkenfeldu enkláva uvnitř Pruska.
V roce 1895 činil počet obyvatel knížectví Birkenfeldského 42 248 obyvatel, což bylo 11,3% z celkového počtu obyvatel Oldenburska.

### Politika

Poloha Birkenfeldu, v rámci Oldenburska a Německa. Malé červené území v dolní části.

Birkenfeldské knížectví vysílalo do oldenburské sněmovny 4 poslance. Zároveň mělo stejně jako Lübeck ještě zvláštní provinciální radu s poradním hlasem.
Od roku 1836 náležel Birkenfeld do pruského celního spolku. 

### Po první světové válce
Po podpisu příměří na konci první světové války se velkovévoda Fridrich August II. vzdal vlády v celém Oldenbursku. Oldenbursko a exklávy Lübeck a Birkenfeld byly původně popsány jako "provincie", a později jako součást země. " Tato oblast byla obsazena francouzskými vojsky pod velením majora Bastiani (vojenský správce). Francouzská okupační politika nebyla velmi ohleduplná.
Dne 14. července 1919 na francouzský národní svátek byl sesazen v Birkenfeldu, úřadující předseda vlády a byla vyhlášena "republika Birkenfeld". Pod silným tlakem od té doby obyvatel, ale neměla republika dlouhého trvání. Již v průběhu zápasu o Porúří v roce 1923 následovalo vytvoření tzv. "Rýnské republiky", která se zrodila právě v okrese Birkenfeld, pod ochranou francouzských vojsk.

### Zánik

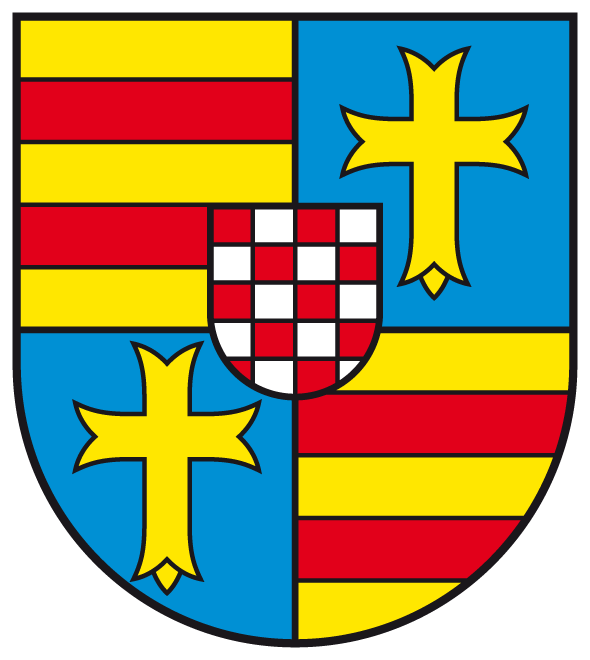
Znak knížectví Birkenfeld (již jen regionu) v rámci Svobodného státu Oldenbursko

Tzv. Zákonem o Velkém Hamburku ztratilo Oldenbursko obě svoje exklávy Birkenfeld, jež se stala jako zemský okres Birkenfeld součástí pruské provincie Porýní, a Lübeck (neplést s městem Lübeckem), která byla začleněna do pruské provincie Šlesvicko-Holštýnsko jako součást nově vytvořeného zemského okresu Eutin.
Dnes je území bývalého knížectví rozděleno mezi spolkové země Sársko a Porýní-Falc. Ve spolkové zemi Porýní-Falc tvoří většina území bývalého knížectví okres Birkenfeld, který tvoří také severní polovina bývalého knížectví Lichtenberg.